# Романюк, Юрий Иванович
Ю́рий Ива́нович Романю́к (укр. Юрій Іванович Романюк; род. 6 мая 1997, Рудка-Козинская, Волынская область) — украинский футболист, защитник и полузащитник одесского «Черноморца».

## Биография

### Ранние годы
Воспитанник ДЮСШ луцкой «Волыни». С 2011 по 2014 год провёл 49 матч и забил 1 мяч в чемпионате ДЮФЛ.

### Клубная карьера
20 августа 2014 дебютировал за юниорскую (U-19) команду лучан в поединке со стрыйской «Скалой». За молодёжную (U-21) команду впервые сыграл 28 февраля 2015 года в матче против днепропетровского «Днепра». Зимой 2016 года ездил в составе «Волыни» в Индию для участия в международном турнире Sait Nagjee Amarsee International Tournament.
20 марта 2016 года дебютировал в Премьер-лиге в выездной игре против донецкого «Олимпика», выйдя на замену вместо Редвана Мемешева на 91-й минуте встречи. 18-летний защитник стал одним из двух футболистов 1997 года рождения и моложе, кто принимал участие в матчах того тура чемпионата. На двоих с одноклубником Сергеем Петровым они провели всего девять минут на поле.
29 декабря 2018 стал игроком СК «Днепр-1».

## Статистика
| Клуб   | Лига         | Сезон   | Чемпионат | Чемпионат | Кубок | Кубок | Дубль | Дубль |
| Клуб   | Лига         | Сезон   | Игры      | Голы      | Игры  | Голы  | Игры  | Голы  |
| ------ | ------------ | ------- | --------- | --------- | ----- | ----- | ----- | ----- |
| Волынь | Премьер-лига | 2014/15 |           |           |       |       | 7     | 0     |
| Волынь | Премьер-лига | 2015/16 | 1         | 0         |       |       | 12    | 0     |

## Достижения
«Карпаты» (Львов)
- Серебряный призёр Первой лиги Украины: 2023/24